# WSF World Cup 1996
Der 1. WSF World Cup fand vom 28. Mai bis 1. Juni 1996 in Petaling Jaya, Malaysia statt. Insgesamt nahmen 16 Mannschaften an dem Squashturnier teil, das Preisgeld betrug 70.000 US-Dollar.
In der ersten Austragung des Turniers qualifizierten sich die Mannschaften Englands, Südafrikas, Ägyptens und Australiens für das Halbfinale. In diesen setzten sich Australien gegen Südafrika und England gegen Ägypten mit jeweils 3:0 durch. Im Endspiel bezwang die australische Mannschaft England mit demselben Ergebnis.
Aus dem deutschsprachigen Raum nahm lediglich Deutschland teil, das in seiner Gruppe hinter Australien und vor Hongkong und Singapur den zweiten Platz belegte. In den anschließenden Spielen gegen Kanada und Neuseeland sicherte sich die Mannschaft den fünften Platz im Gesamtklassement.

## Modus
Die teilnehmenden Mannschaften traten in vier Gruppen an. Innerhalb der Gruppe wurde im Round Robin-Modus gespielt, die Gruppensieger zogen ins Halbfinale ein. Dieses wurde im K.-o.-System ausgetragen. Alle Plätze wurden ausgespielt.
Alle Mannschaften bestanden aus mindestens drei und höchstens fünf Spielern, die in der Reihenfolge ihrer Spielstärke gemeldet werden mussten. Pro Begegnung wurden drei Einzelpartien bestritten, dabei zwei Herren- und eine Damenpartie. Eine Mannschaft hatte gewonnen, wenn ihre Spieler zwei der Einzelpartien gewinnen konnten. Die Spielreihenfolge der einzelnen Partien war unabhängig von der Meldereihenfolge der Spieler.

## Ergebnisse

### Vorrunde

#### Gruppe A
| Rang | Land        | Sp. | S | N | Sp.-Diff. | Punkte |
| ---- | ----------- | --- | - | - | --------- | ------ |
| 1    | Australien  | 3   | 3 | 0 | 9:0       | 6      |
| 2    | Deutschland | 3   | 2 | 1 | 6:3       | 4      |
| 3    | Hongkong    | 3   | 1 | 2 | 3:6       | 2      |
| 4    | Singapur    | 3   | 0 | 3 | 0:9       | 0      |

| Australien  | – | Deutschland | 3:0 |
| Australien  | – | Hongkong    | 3:0 |
| Australien  | – | Singapur    | 3:0 |
| Deutschland | – | Hongkong    | 3:0 |
| Deutschland | – | Singapur    | 3:0 |
| Hongkong    | – | Singapur    | 3:0 |

#### Gruppe B
| Rang | Land        | Sp. | S | N | Sp.-Diff. | Punkte |
| ---- | ----------- | --- | - | - | --------- | ------ |
| 1    | England     | 3   | 3 | 0 | 9:0       | 6      |
| 2    | Niederlande | 3   | 2 | 1 | 4:5       | 4      |
| 3    | Finnland    | 3   | 1 | 2 | 3:6       | 2      |
| 4    | Malaysia    | 3   | 0 | 3 | 2:7       | 0      |

| England     | – | Niederlande | 3:0 |
| England     | – | Finnland    | 3:0 |
| England     | – | Malaysia    | 3:0 |
| Niederlande | – | Finnland    | 2:1 |
| Niederlande | – | Malaysia    | 2:1 |
| Finnland    | – | Malaysia    | 2:1 |

#### Gruppe C
| Rang | Land       | Sp. | S | N | Sp.-Diff. | Punkte |
| ---- | ---------- | --- | - | - | --------- | ------ |
| 1    | Südafrika  | 3   | 3 | 0 | 8:1       | 6      |
| 2    | Neuseeland | 3   | 2 | 1 | 5:4       | 4      |
| 3    | Schweden   | 3   | 1 | 2 | 4:5       | 2      |
| 4    | Brasilien  | 3   | 0 | 3 | 1:8       | 0      |

| Südafrika  | – | Neuseeland | 3:0 |
| Südafrika  | – | Schweden   | 2:1 |
| Südafrika  | – | Brasilien  | 3:0 |
| Neuseeland | – | Schweden   | 2:1 |
| Neuseeland | – | Brasilien  | 3:0 |
| Schweden   | – | Brasilien  | 2:1 |

#### Gruppe D
| Rang | Land    | Sp. | S | N | Sp.-Diff. | Punkte |
| ---- | ------- | --- | - | - | --------- | ------ |
| 1    | Ägypten | 3   | 3 | 0 | 8:1       | 6      |
| 2    | Kanada  | 3   | 2 | 1 | 5:4       | 4      |
| 3    | Wales   | 3   | 1 | 2 | 3:6       | 2      |
| 4    | Italien | 3   | 0 | 3 | 2:7       | 0      |

| Ägypten | – | Kanada  | 2:1 |
| Ägypten | – | Wales   | 3:0 |
| Ägypten | – | Italien | 3:0 |
| Kanada  | – | Wales   | 2:1 |
| Kanada  | – | Italien | 2:1 |
| Wales   | – | Italien | 2:1 |

### Halbfinale
| Australien | – | Südafrika | 3:0 |
| England    | – | Ägypten   | 3:0 |

### Finale
| Australien                                     | Finale | England                                        |
| ---------------------------------------------- | --- | ---------------------------------------------- |
| Team Rodney Eyles Brett Martin Michelle Martin | Datum: 1. Juni 1996 Ort: Petaling Jaya \| Brett Martin \| 9:4, 9:2, 9:5 \| Mark Chaloner \| \| Michelle Martin \| 9:3, 9:4, 5:9, 10:8 \| Suzanne Horner \| \| Rodney Eyles \| 6:9, 9:6, 9:1 \| Chris Walker \| Resultat: 3:0 | Team Chris Walker Mark Chaloner Suzanne Horner |
| Brett Martin                                   | 9:4, 9:2, 9:5 | Mark Chaloner                                  |
| Michelle Martin                                | 9:3, 9:4, 5:9, 10:8 | Suzanne Horner                                 |
| Rodney Eyles                                   | 6:9, 9:6, 9:1 | Chris Walker                                   |

## Abschlussplatzierungen
| Rang | Mannschaft  |
| 01.  | Australien  |
| 02.  | England     |
| 03.  | Ägypten     |
| 04.  | Südafrika   |
| 05.  | Deutschland |
| 06.  | Neuseeland  |
| 07.  | Niederlande |
| 08.  | Kanada      |

| Rang | Mannschaft |
| 09.  | Schweden   |
| 10.  | Wales      |
| 11.  | Finnland   |
| 12.  | Hongkong   |
| 13.  | Malaysia   |
| 14.  | Brasilien  |
| 15.  | Italien    |
| 16.  | Singapur   |